# Kalle Laanet
Kalle Laanet (ur. 25 września 1965 w Orissaare) – estoński polityk i policjant, poseł do Riigikogu, w latach 2005–2007 minister spraw wewnętrznych, od 2021 do 2022 minister obrony, w latach 2023–2024 minister sprawiedliwości.

## Życiorys
W 1988 ukończył szkołę milicyjną w Tallinnie, a w 2001 studia prawnicze na prywatnym uniwersytecie Concordia Rahvusvaheline Ülikool Eestis.
Od końca lat 80. związany z milicją Estońskiej SRR, a następnie z estońską policją, pracował w wydziałach śledczych, stopniowo awansując. Od 1995 zajmował stanowiska prefekta policji w prowincji Sarema (do 2002), Tallinnie (do 2004) i prowincji Lääne (do 2005).
W latach 2005–2007 był ministrem spraw wewnętrznych w rządzie Andrusa Ansipa z rekomendacji Estońskiej Partii Centrum. W wyborach w 2007 z listy tego ugrupowania uzyskał mandat deputowanego do Zgromadzenia Państwowego XI kadencji. W tym samym roku został prezesem departamentu europejskiego FBI National Academy. W wyborach w 2011 wybrany do parlamentu krajowego na XII kadencję. W marcu 2012 opuścił frakcję Partii Centrum.
Dołączył do Estońskiej Partii Reform. Z jej ramienia w 2015, 2019 i 2023 utrzymywał mandat poselski na kolejne kadencje. W styczniu 2021 objął stanowisko ministra obrony w powołanym wówczas gabinecie Kai Kallas. Urząd ten sprawował do lipca 2022. Powrócił do władzy wykonawczej w kwietniu 2023 – w trzecim rządzie liderki swojej partii został wówczas ministrem sprawiedliwości. W marcu 2024 złożył rezygnację z tej funkcji, kończąc urzędowanie na początku następnego miesiąca.

## Odznaczenia
- Order Krzyża Orła III klasy (2006)[9]
- Krzyż Komandorski Orderu Zasługi Rzeczypospolitej Polskiej (Polska, 2005)[10]
- Medal Rady Bałtyckiej (2011)[11]